# Toirdelbach Ua Briain
Toirdelbach Ua Briain, död 1086, var en irländsk monark. 
Han var Irlands högkung mellan 1072 och 1086.  